# Zagan (démon)
Pour les articles homonymes, voir Zagan.

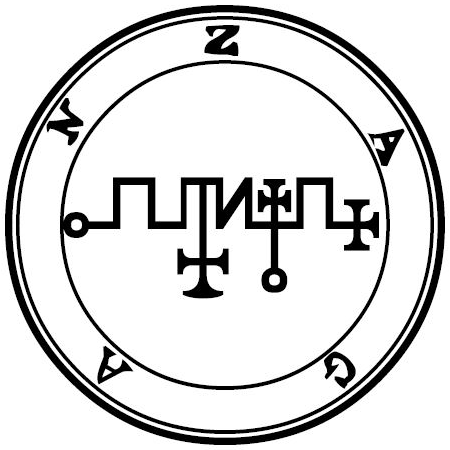
Le sceau de Zagan selon Mathers.

Zagan est un démon issu des croyances de la goétie, science occulte de l'invocation d'entités démoniaques. 
Le Lemegeton le mentionne en 61e position de sa liste de démons. Selon l'ouvrage, Zagan est un des grands rois et présidents de l'Enfer. Il apparaît comme un buffle avec des ailes de griffon, pouvant prendre forme humaine. Il peut transformer le vin en eau, le sang en vin et l'eau en vin. Il peut transformer des morceaux de métal en pièces de monnaie faites de ce même métal. Il peut rendre les hommes sages. Il dirige 33 légions infernales.
La Pseudomonarchia Daemonum le mentionne en 48e position de sa liste de démons et lui attribue des caractéristiques similaires. L'ouvrage précise qu'il peut aussi changer le vin en sang, et faire d'un fou un sage.
Zagan est présent dans la culture asiatique où il aurait inspiré le personnage de Zapan dans le manga Gunnm. Il apparaît dans le manga Magi ainsi que dans les Manhwa The Gamer et Shen Yin Wang Zuo. 
Également présent dans l'univers des jeux vidéo, il apparaît sous la forme d'une invocation dans le RPG Golden Sun et est le nom d'une des filiales du groupe Orochi dans le MMORPG The secret world.